# Eleições estaduais no Rio Grande do Norte em 1947
As eleições estaduais no Rio Grande do Norte em 1947 ocorreram em 19 de janeiro, como parte das eleições gerais no Distrito Federal, em 20 estados e nos territórios federais do Amapá, Rondônia e Roraima. No Rio Grande do Norte o PSD fez o governador José Augusto Varela, o senador João Câmara e também a maioria entre os 32 deputados estaduais.
Médico nascido em Ceará-Mirim e formado em 1922 pela Universidade Federal da Bahia, o governador José Augusto Varela clinicou em Natal e Macau. Eleito deputado estadual, foi impedido de assumir pela Revolução de 1930 e após ser eleito pelo Partido Popular em 1934 e assinar a Constituição Estadual, foi vítima do Estado Novo e perdeu o mandato. Inspetor sanitário em companhias de navegação em Macau, lecionou na Escola de Farmácia, compôs o Conselho Penitenciário de Natal por dez anos a contar de 1933 e à mesma cidade dirigiu o Hospício de Alienados e exerceu o mandato de prefeito ao ser nomeado em 1943, afastando-se a tempo de eleger-se deputado federal pelo PSD em 1945 e assim participar da elaboração da Constituição de 1946.
Para senador o vitorioso foi o agropecuarista João Câmara. Nascido em Taipu ele é comerciante e industrial cuja biografia inclui um mandato de prefeito em João Câmara (antiga Baixa Verde) e outro de deputado estadual. Alijado da política durante o Estado Novo, foi um dos fundadores do PSD e nele conquistou um mandato de senador. Após sua morte, o Tribunal Superior Eleitoral impediu a posse do suplente, general Fernandes Dantas, alegando falhas em sua inscrição e assim foi efetivado Kerginaldo Cavalcanti, suplente de Juvenal Lamartine de Faria, adversário do falecido João Câmara. Apesar de ilegal, a troca não foi contestada e Kerginaldo Cavalcanti reelegeu-se anos depois.

## Resultado da eleição para governador
Foram apurados 112.571 votos nominais não havendo informações sobre os votos em branco e nulos.
| Candidatos a governador do estado | Candidatos a vice-governador | Número | Coligação                      | Votação | Percentual |
| --------------------------------- | ---------------------------- | ------ | ------------------------------ | ------- | ---------- |
| José Augusto Varela PSD           | Não havia -                  | -      | PSD (sem coligação)            | 57.296  | 50,90%     |
| Floriano Cavalcanti UDN           | Não havia -                  | -      | Oposições Coligadas (UDN, PSP) | 55.275  | 49,10%     |
| Fontes:                           |                              |        |                                |         |            |

## Resultado da eleição para senador
Foram apurados 109.933 votos nominais não havendo informações sobre os votos em branco e nulos.
| Candidatos a senador da República | Candidatos a suplente de senador | Número | Coligação                      | Votação | Percentual |
| --------------------------------- | -------------------------------- | ------ | ------------------------------ | ------- | ---------- |
| João Câmara PSD                   | Fernandes Dantas PSD             | -      | PSD (sem coligação)            | 57.244  | 52,07%     |
| Juvenal Lamartine de Faria UDN    | Kerginaldo Cavalcanti PSP        | -      | Oposições Coligadas (UDN, PSP) | 52.689  | 47,93%     |
| Fontes:                           |                                  |        |                                |         |            |

## Deputados estaduais eleitos
As 32 cadeiras da Assembleia Legislativa do Rio Grande do Norte foram assim distribuídas: PSD dezoito, Oposições Coligadas quatorze.

Representação eleita
  PSD: 18
  UDN: 14

| Deputados estaduais eleitos             | Partido | Votação | Percentual | Cidade onde nasceu   | Unidade federativa  |
| Djalma Marinho                          | UDN     | 3.382   | 3,00%      | Nova Cruz            | Rio Grande do Norte |
| Dix-Huit Rosado                         | UDN     | 3.241   | 2,87%      | Mossoró              | Rio Grande do Norte |
| Sílvio Pedrosa                          | PSD     | 3.023   | 2,68%      | Natal                | Rio Grande do Norte |
| José Nicodemus da Silveira Martins      | PSD     | 2.887   | 2,56%      | Areia Branca         | Rio Grande do Norte |
| Jofre Ariston de Araújo                 | PSD     | 2.831   | 2,51%      | Caicó                | Rio Grande do Norte |
| Israel Ferreira Nunes                   | PSD     | 2.730   | 2,42%      | Mossoró              | Rio Grande do Norte |
| Antônio Pereira de Macedo               | UDN     | 2.669   | 2,37%      | Ceará-Mirim          | Rio Grande do Norte |
| Agostinho Santiago de Medeiros Brito    | UDN     | 2.541   | 2,25%      | São João do Sabugi   | Rio Grande do Norte |
| Pedro Soares de Araújo Amorim           | PSD     | 2.505   | 2,22%      | Assu                 | Rio Grande do Norte |
| Abelardo Calafange                      | UDN     | 2.470   | 2,19%      | Canguaretama         | Rio Grande do Norte |
| José Gonçalves Pires de Medeiros        | UDN     | 2.451   | 2,17%      | Natal                | Rio Grande do Norte |
| Alfredo Mesquita Filho                  | PSD     | 2.443   | 2,17%      | Macaíba              | Rio Grande do Norte |
| João da Mata Paiva                      | UDN     | 2.373   | 2,10%      | Natal                | Rio Grande do Norte |
| José Fernandes de Melo                  | UDN     | 2.345   | 2,08%      | Currais Novos        | Rio Grande do Norte |
| Aristófanes Fernandes e Silva           | UDN     | 2.317   | 2,05%      | Santana do Matos     | Rio Grande do Norte |
| José Xavier da Cunha                    | UDN     | 2.259   | 2,00%      | Nísia Floresta       | Rio Grande do Norte |
| João Bianor Bezerra                     | PSD     | 2.235   | 1,98%      | Santa Cruz           | Rio Grande do Norte |
| Mário Negócio de Almeida e Silva        | UDN     | 2.172   | 1,92%      | Fortaleza            | Ceará               |
| Rodolfo Pereira de Araújo               | UDN     | 2.141   | 1,90%      | Ipanguaçu            | Rio Grande do Norte |
| Raúl de França Alencar                  | PSD     | 2.095   | 1,86%      | Guamaré              | Rio Grande do Norte |
| Moacir Torres Duarte                    | UDN     | 2.063   | 1,83%      | Natal                | Rio Grande do Norte |
| Arnaldo Barbalho Simonetti              | PSD     | 2.046   | 1,81%      | São José de Mipibu   | Rio Grande do Norte |
| Cosme Corsino Lemos                     | PSD     | 2.044   | 1,81%      | Martins              | Rio Grande do Norte |
| Válter Fonseca Vanderlei de Albuquerque | PSD     | 2.026   | 1,79%      | Alexandria           | Rio Grande do Norte |
| Aderson Dutra de Almeida                | PSD     | 2.014   | 1,78%      | Patu                 | Rio Grande do Norte |
| Alfredo Augusto de Santana              | PSD     | 2.009   | 1,78%      | Parnamirim           | Rio Grande do Norte |
| Ezequiel Epaminondas da Fonseca Filho   | UDN     | 1.998   | 1,77%      | Assu                 | Rio Grande do Norte |
| Manoel Varela de Albuquerque            | PSD     | 1.980   | 1,75%      | São Paulo do Potengi | Rio Grande do Norte |
| Teodorico Bezerra                       | PSD     | 1.958   | 1,73%      | Santa Cruz           | Rio Grande do Norte |
| Antônio Pereira Dias                    | PSD     | 1.956   | 1,73%      | Touros               | Rio Grande do Norte |
| Túlio Augusto Fernandes de Oliveira     | PSD     | 1.939   | 1,72%      | Jardim de Piranhas   | Rio Grande do Norte |
| Creso Bezerra de Melo                   | PSD     | 1.934   | 1,71%      | Pau dos Ferros       | Rio Grande do Norte |
| Fontes:                                 |         |         |            |                      |                     |

## Eleições municipais
Em 21 de março de 1948 foram realizadas eleições municipais no Rio Grande do Norte.